# Duyệt binh Ngày Chiến thắng

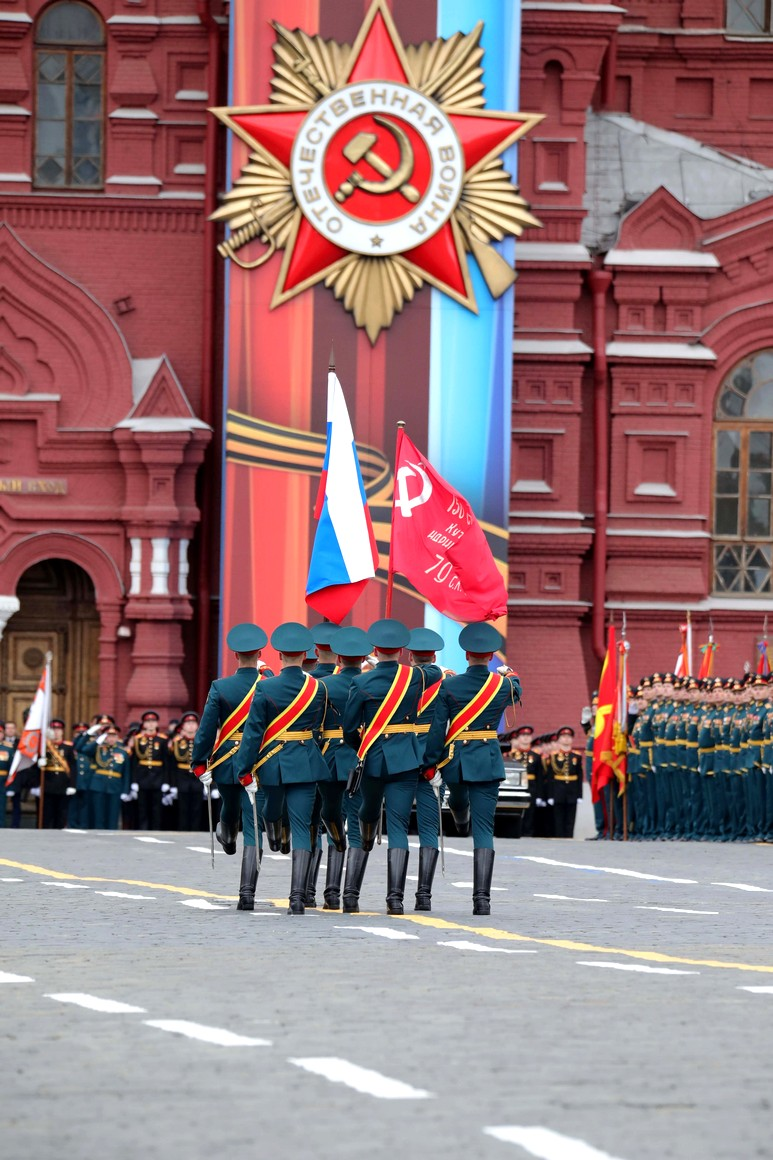
Diễu hành Ngày chiến thắng tại Quảng trường Đỏ ngày 9 tháng 5 năm 2017

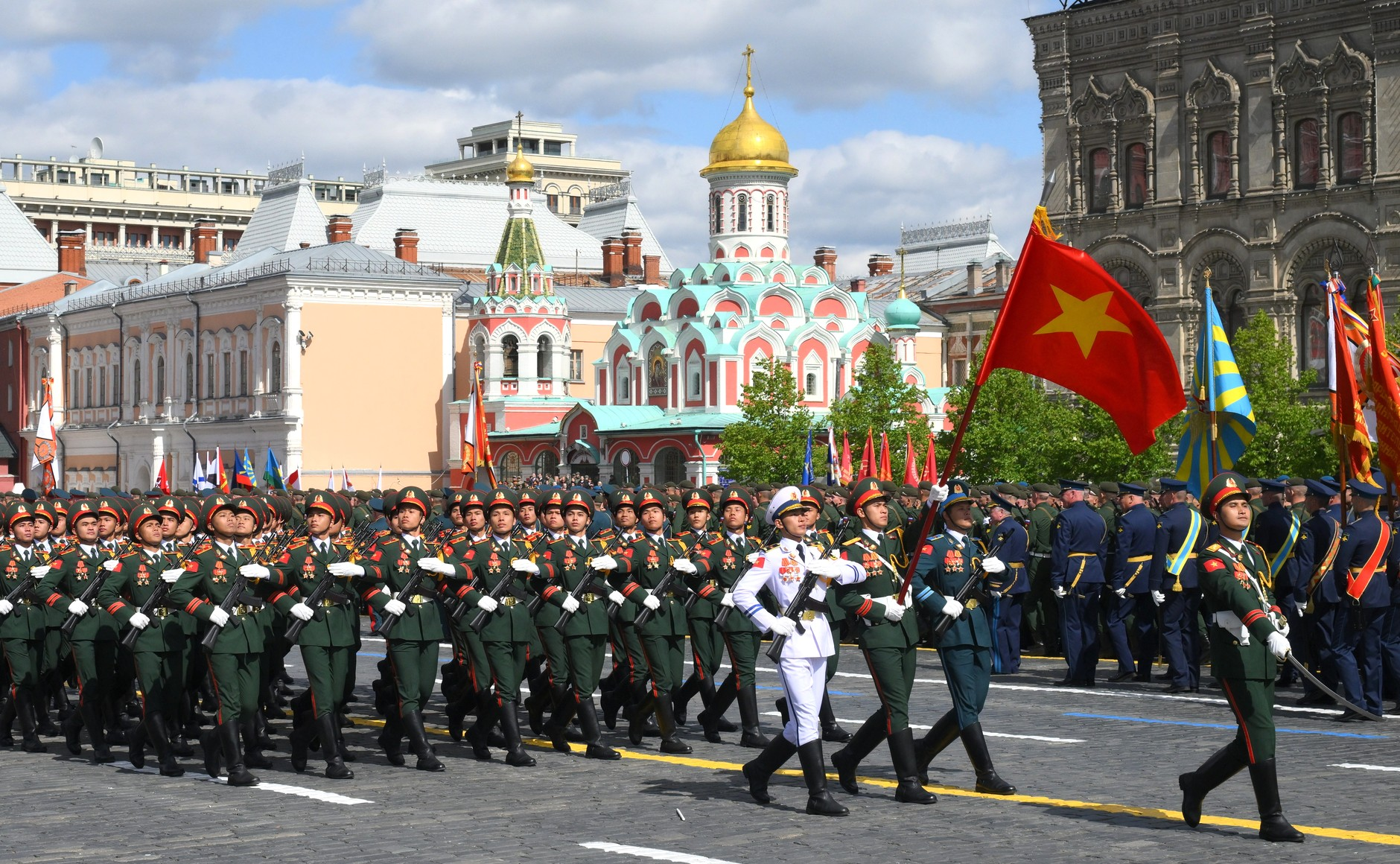
Lực lượng Việt Nam tiến vào Lễ đài trong Lễ duyệt binh Ngày Chiến thắng Moscow năm 2025

Duyệt binh Ngày Chiến thắng (tiếng Anh: Victory Day Parades; tiếng Nga: Парад Победы/Parad Pobedy) là cuộc diễu binh thường niên được tổ chức vào ngày 9 tháng 5 tại một số quốc gia hậu Xô Viết, mà chủ yếu là ở Nga, Kazakhstan, Belarus và trước đây là Ukraina. Buổi lễ này thường được tổ chức rầm rộ để tôn vinh ngày lễ Ngày Chiến thắng (9 tháng 5) truyền thống. Ngày nay, Nga là quốc gia lớn nhất trong số các quốc gia thuộc Liên Xô cũ, vẫn tiếp tục duy trì tổ chức các cuộc diễu binh, diễu hành để vinh danh chiến thắng trong Chiến tranh Vệ quốc Vĩ đại - Mặt trận phía Đông của Thế chiến thứ hai (theo cách gọi của Liên Xô cũ). Cuộc diễu hành đầu tiên vào thời Cộng hòa Liên bang Nga được tổ chức vào năm 1995 (tức là 5 năm sau khi Liên Xô sụp đổ) dưới sự bảo trợ của Tổng thống Boris Yeltsin, người đã tổ chức cuộc diễu hành để kỷ niệm lễ kỷ niệm vàng chiến thắng của Liên Xô và đồng minh trong cuộc chiến. Trong một cuộc phỏng vấn với hãng thông tấn TASS, Tướng Oleg Salyukov, người chỉ huy cuộc duyệt binh trong gần một thập kỷ đã nêu bật mục đích của cuộc duyệt binh này rằng "lễ kỷ niệm của người dân, không phải để phô trương chủ nghĩa quân phiệt" ám chỉ đến những cáo buộc rằng cuộc duyệt binh được sử dụng để phô trương sức mạnh quân sự của Nga.
Lễ duyệt binh Ngày Chiến thắng ở Moscow (tiếng Anh: Moscow Victory Day Parade; tiếng Nga: Парад Победы в Москве/Parad Pobedy v Moskve) là một cuộc duyệt binh thường niên của Lực lượng vũ trang Nga tại Quảng trường Đỏ của Moscow được tổ chức vào ngày 9 tháng 5 trong lễ kỷ niệm Ngày Chiến thắng. Cuộc diễu binh quan trọng nhất trong số những cuộc diễu binh được tổ chức vào ngày 9 tháng 5 chính là cuộc diễu binh được tổ chức tại Quảng trường Đỏ, với Tổng thống Nga là khách danh dự và phát biểu theo nhiệm vụ hiến định với tư cách là Tổng tư lệnh của Lực lượng vũ trang Nga. Cuộc diễu binh là lễ kỷ niệm sự đầu hàng của Đức Quốc xã trước Hồng quân, đánh dấu sự kết thúc của Mặt trận phía Đông, được biết đến ở Nga là Chiến tranh vệ quốc vĩ đại. Theo nhà nhân chủng học người Nga là Sergey Ushakin thì các cuộc diễu hành chiến thắng hiện đại nhằm mục đích minh chứng mối liên hệ trực tiếp và tức thời giữa hiện tại với quá khứ và cụ thể hóa mối liên hệ giữa các thế hệ. Sau khi tổng thống kết thúc bài phát biểu và tiếng hô ba lần Ура! (Hu-ra) vang lên khắp quảng trường từ những quân nhân và đội danh dự dương súng, các ban nhạc tấu Quốc ca Nga và một khẩu đội nghi lễ được trang bị súng sẽ bắn 21 phát súng chào để nghi thức duyệt binh tiến hành.

## Tổng quan

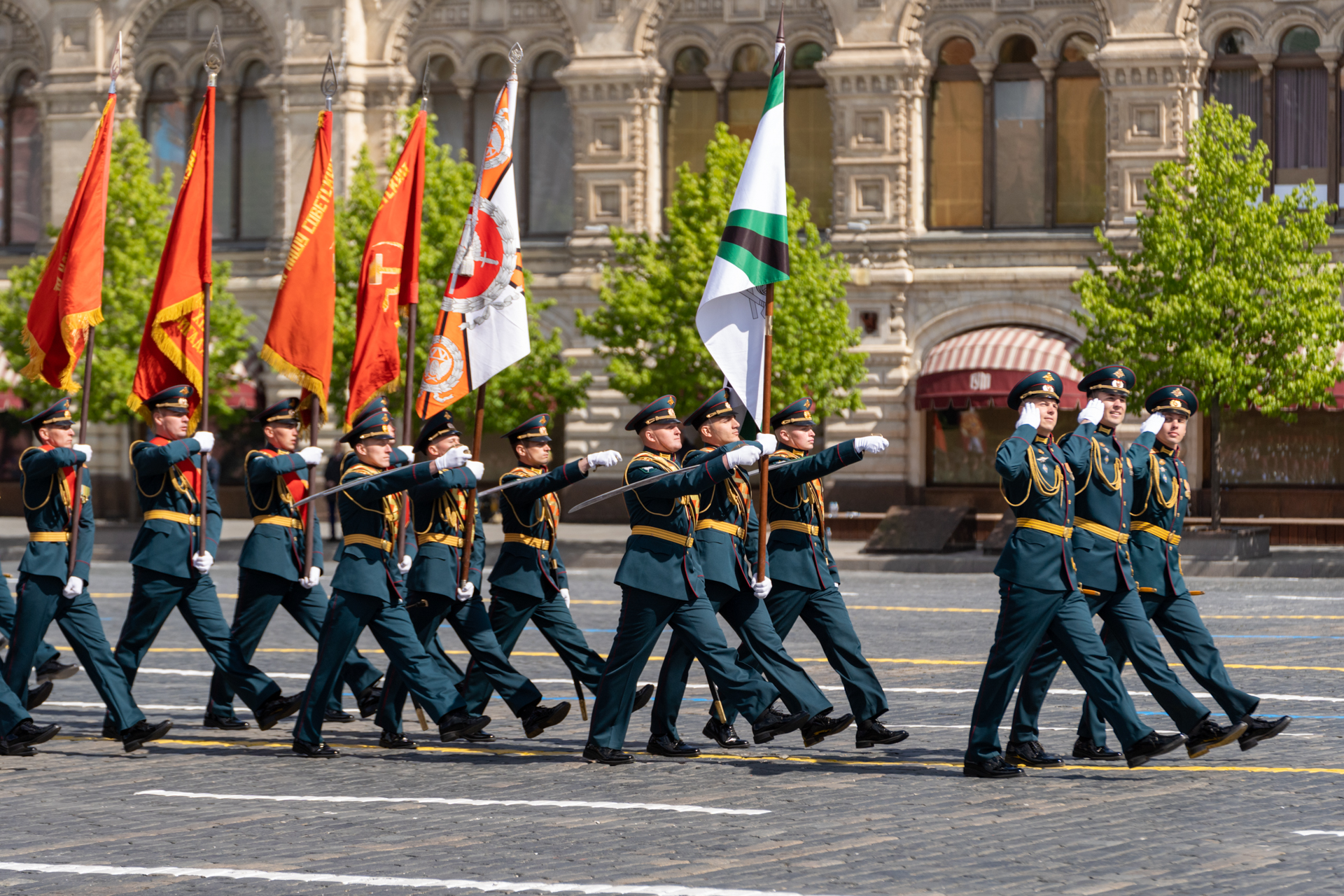
Lực lượng diễu binh tiến vào lễ đài

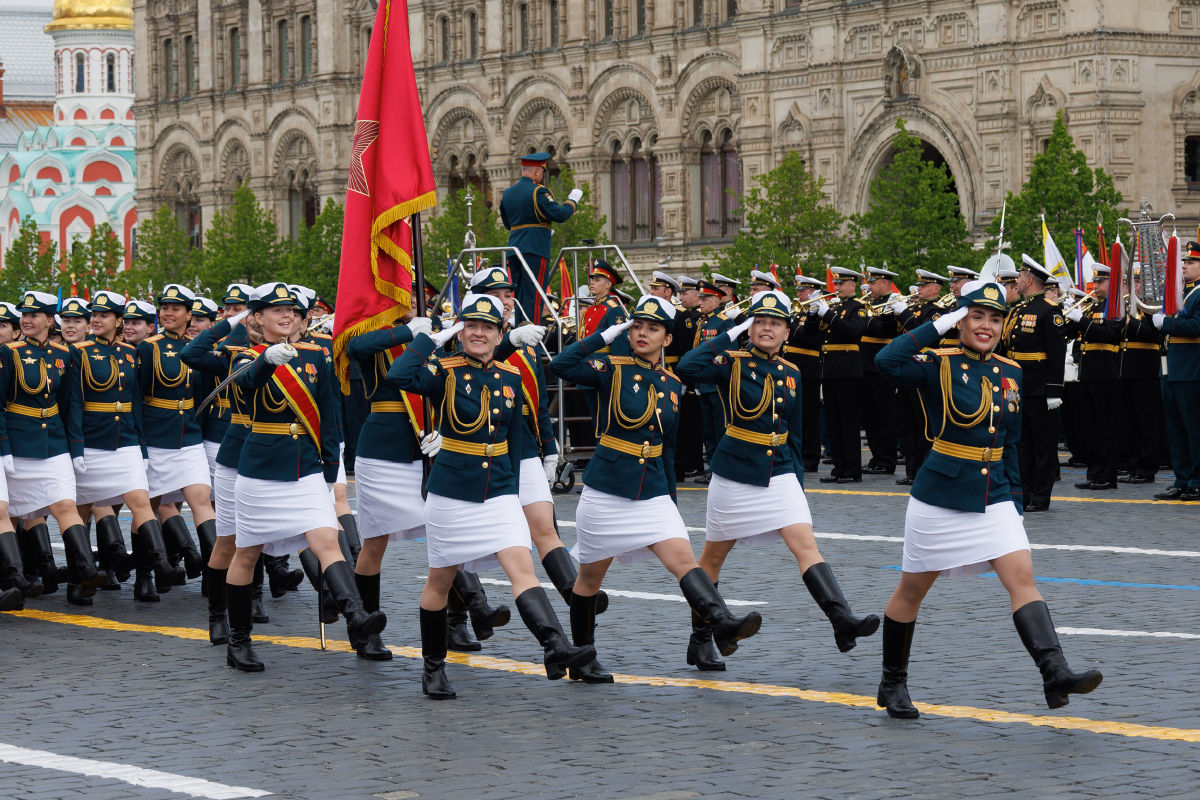
Các nữ quân nhân tiến vào lễ đài

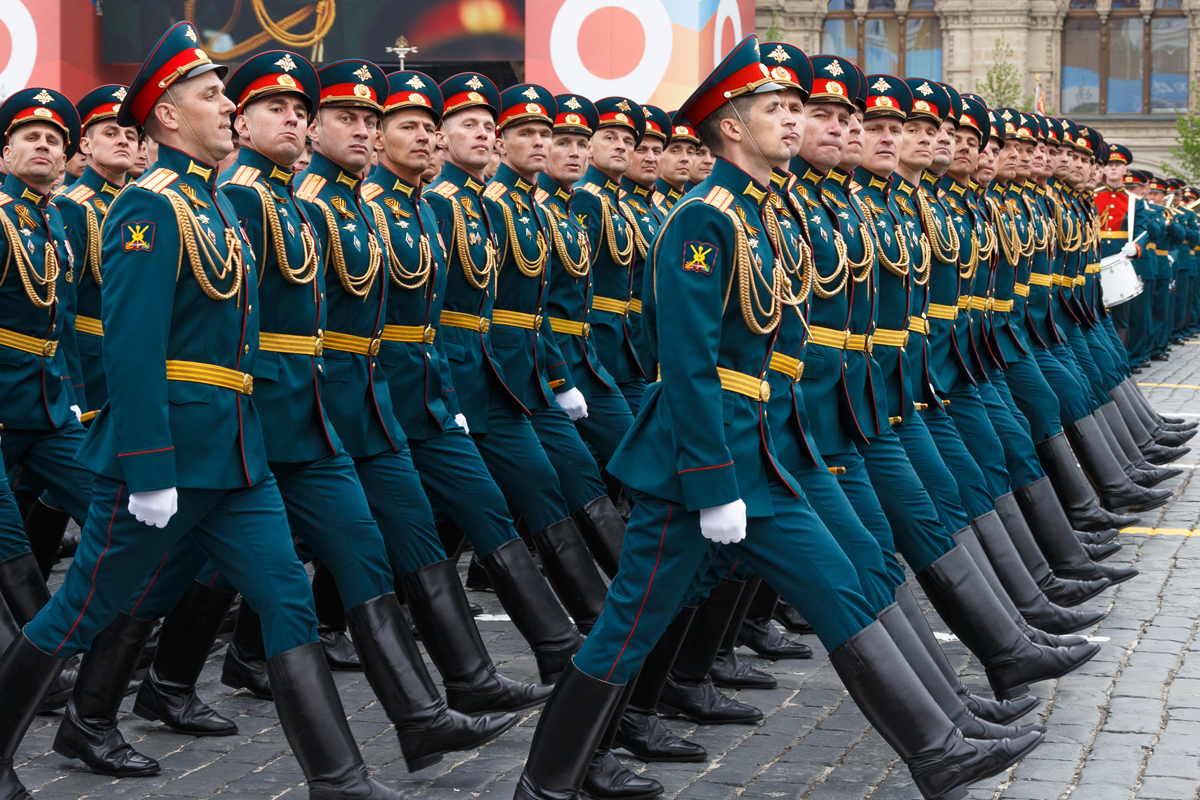
Diễu binh năm 2019

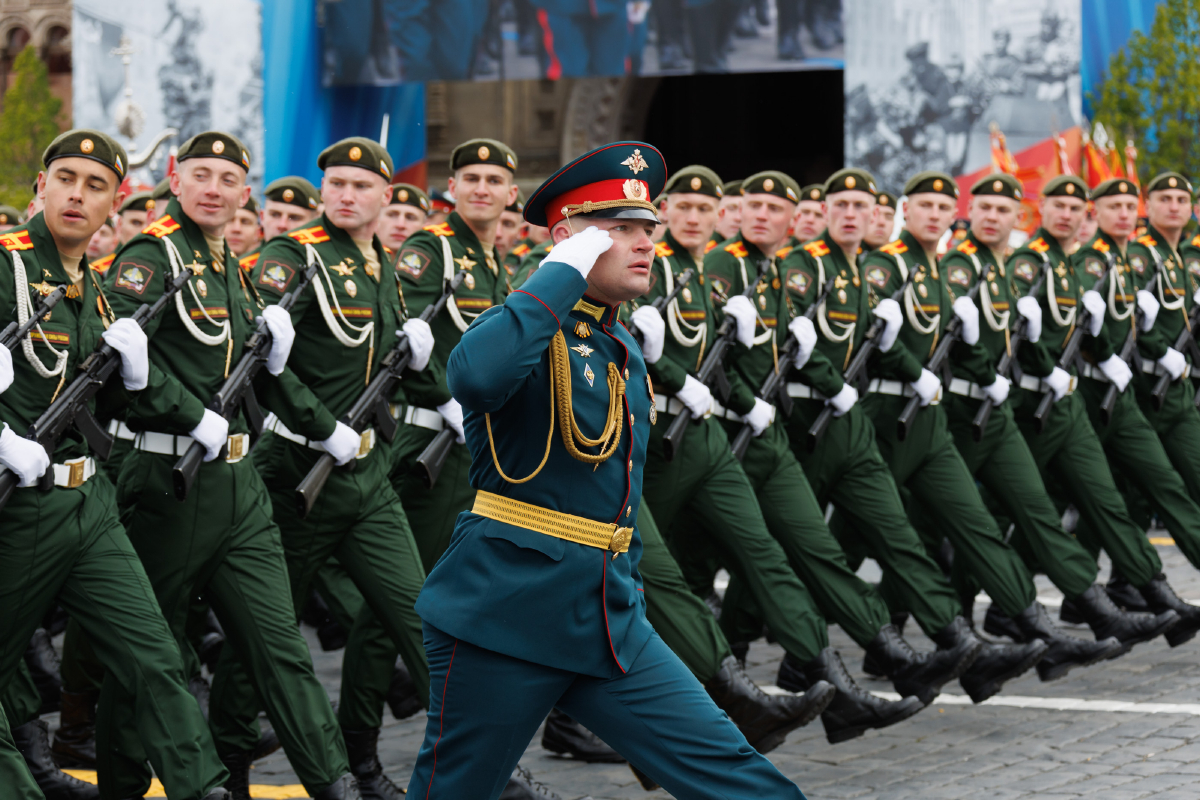
Đội hình duyệt binh năm 2024

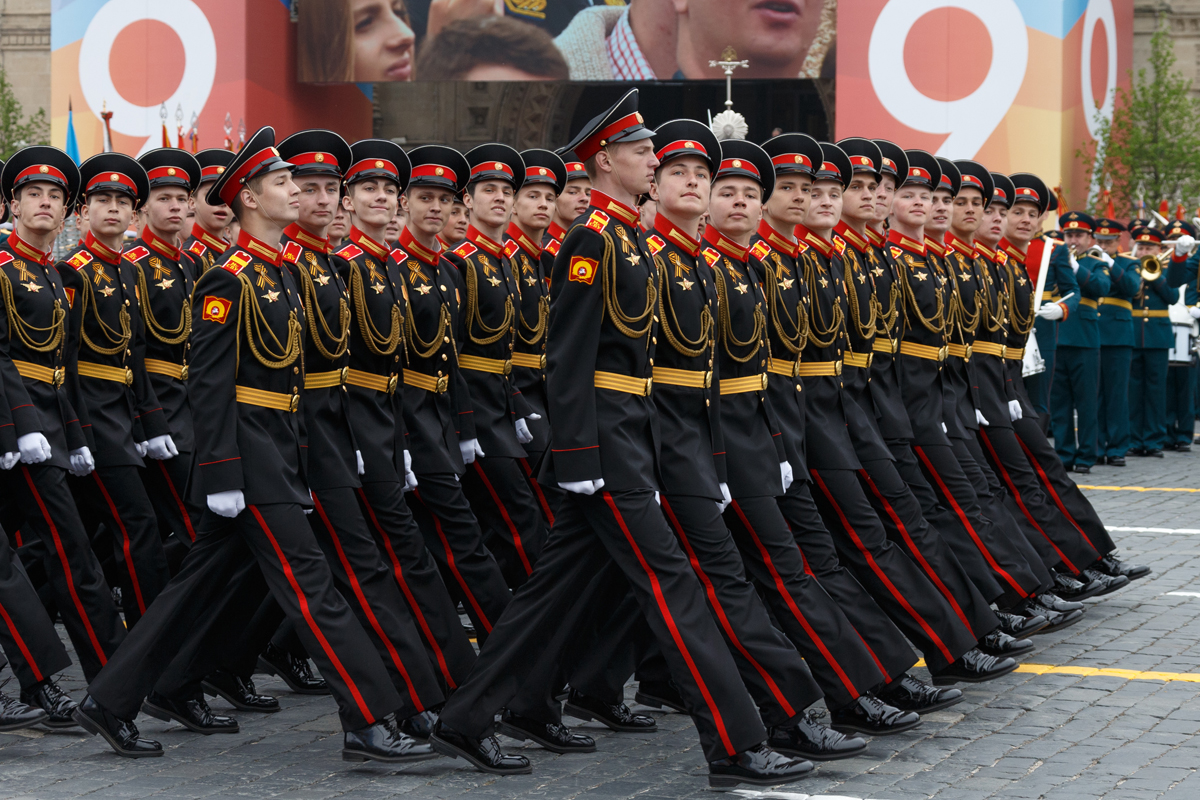
Đội hình duyệt binh năm 2019

Ngày Chiến thắng là một trong những ngày lễ lớn và thiêng liêng nhất đối với người dân Nga. Bởi ngày này không chỉ là ngày kỷ niệm mà còn là dịp để nâng cao tinh thần đoàn kết dân tộc, là dịp giáo dục thế hệ trẻ về tinh thần chiến đấu anh dũng và những hy sinh của thế hệ cha ông để giành độc lập, tự do. Cuộc duyệt binh đầu tiên trên Quảng trường Đỏ được tổ chức để vinh danh chiến thắng trước Đức Quốc xã đã diễn ra với sự tham gia của Lực lượng vũ trang Liên Xô vào ngày 24 tháng 6 năm 1945. Đây là cuộc duyệt binh dài nhất và lớn nhất tại thủ đô Liên Xô, kéo dài nhiều giờ với sự tham gia của 40.000 chiến sĩ Hồng quân cũng như 1.850 xe quân sự. Cuộc duyệt binh diễn ra hơn một tháng sau khi chiến thắng lịch sử diễn ra vào ngày 9 tháng 5 năm 1945, ngày Đức đầu hàng. Buổi diễn tập sơ bộ của Cuộc duyệt binh Chiến thắng đã diễn ra tại Khodynka Aerodrome và buổi hợp luyện tại Quảng trường Đỏ vào ngày 22 tháng 6 năm 1945. Một ngày sau cuộc duyệt binh, một buổi tiếp tân đã được tổ chức long trọng tại Cung điện Kremlin lớn để vinh danh những người tham gia Cuộc duyệt binh Chiến thắng.
Vào năm 2020, nhiều cuộc diễu hành truyền thống đã bị hủy bỏ, chỉ có những cuộc diễu hành được tổ chức tại Belarus và Turkmenistan. Cuộc diễu hành chính ở Nga, cũng như các cuộc diễu hành ở Kazakhstan và Kyrgyzstan đã bị hủy bỏ do đại dịch COVID-19. Để ứng phó với những cuộc hủy bỏ hàng loạt này, giám đốc khu vực Châu Âu của Tổ chức Y tế Thế giới Hans Kluge đã gọi những cuộc hủy bỏ này là "một quyết định dũng cảm", đồng thời nhấn mạnh ý nghĩa của chúng đối với ngày lễ. Tại Ukraina vào năm 2015, chính phủ Ukraina đã đổi tên ngày lễ này thành "Ngày Chiến thắng trước Chủ nghĩa Quốc xã trong Thế chiến II" như một phần của luật phi cộng sản hóa và vào năm 2023 đã chuyển ngày lễ này thành (đổi tên thành Ngày tưởng niệm và Chiến thắng trước Chủ nghĩa Quốc xã trong Thế chiến II 1939–1945) ngày 8 tháng 5 thay vì ngày 9 tháng 5 như thông lệ. Phát biểu vào ngày 29 tháng 4 năm 2025, ông Volodymyr Zelensky cảnh báo về Lễ duyệt binh Ngày Chiến thắng Moskva năm 2025 rằng: "Giờ họ đang lo ngại rằng cuộc duyệt binh của họ có thể gặp nguy hiểm, và đúng là như vậy. Điều họ nên lo lắng là cuộc chiến này vẫn đang tiếp diễn". 
Bộ Ngoại giao Nga cáo buộc Tổng thống Ukraina Volodymyr Zelensky công khai đe dọa sẽ tấn công khủng bố nhằm vào lễ duyệt binh mừng Ngày Chiến thắng tại Quảng trường Đỏ. Bà Zakharova viết trên mạng xã hội: “Một lệnh ngừng bắn từ Kiev liệu có còn ý nghĩa gì khi chính phủ Zelensky công khai lập kế hoạch tấn công khủng bố ngay trên sóng truyền hình? Việc khoe khoang ý định như vậy chính là hành động điển hình của những kẻ khủng bố”. Trước đó vào ngày 14 tháng 4 năm 2025, Phó chủ tịch kiêm nhà ngoại giao Liên minh châu Âu (EU) Kaja Kallas kêu gọi các nước thành viên và các ứng viên đang đợi gia nhập liên minh này không tham dự lễ duyệt binh ở quảng trường Đỏ của Nga. Tuy vậy, Thủ tướng Slovakia là Robert Fico tuyên bố không ai có thể cản ông tham dự lễ duyệt binh ở Nga rằng: “Tôi sẽ đến Matxcơva vào ngày 9 tháng 5 tới. Liệu lời cảnh báo của bà Kallas có phải là thông báo rằng tôi sẽ bị trừng phạt sau khi trở về từ Matxcơva hay không? Tôi không biết lời này có ý nghĩa gì, nhưng tôi biết một điều rằng bây giờ là năm 2025 chứ không phải năm 1939. Bà Kallas này, tôi muốn nói với bà rằng tôi là thủ tướng hợp pháp của Slovakia - một quốc gia có chủ quyền. Không ai có thể yêu cầu tôi nên đi hay không nên đi đâu. Tôi sẽ đến Matxcơva để bày tỏ lòng thành kính với hàng ngàn chiến sĩ Hồng quân đã hy sinh để giải phóng Slovakia”.

## Hình ảnh

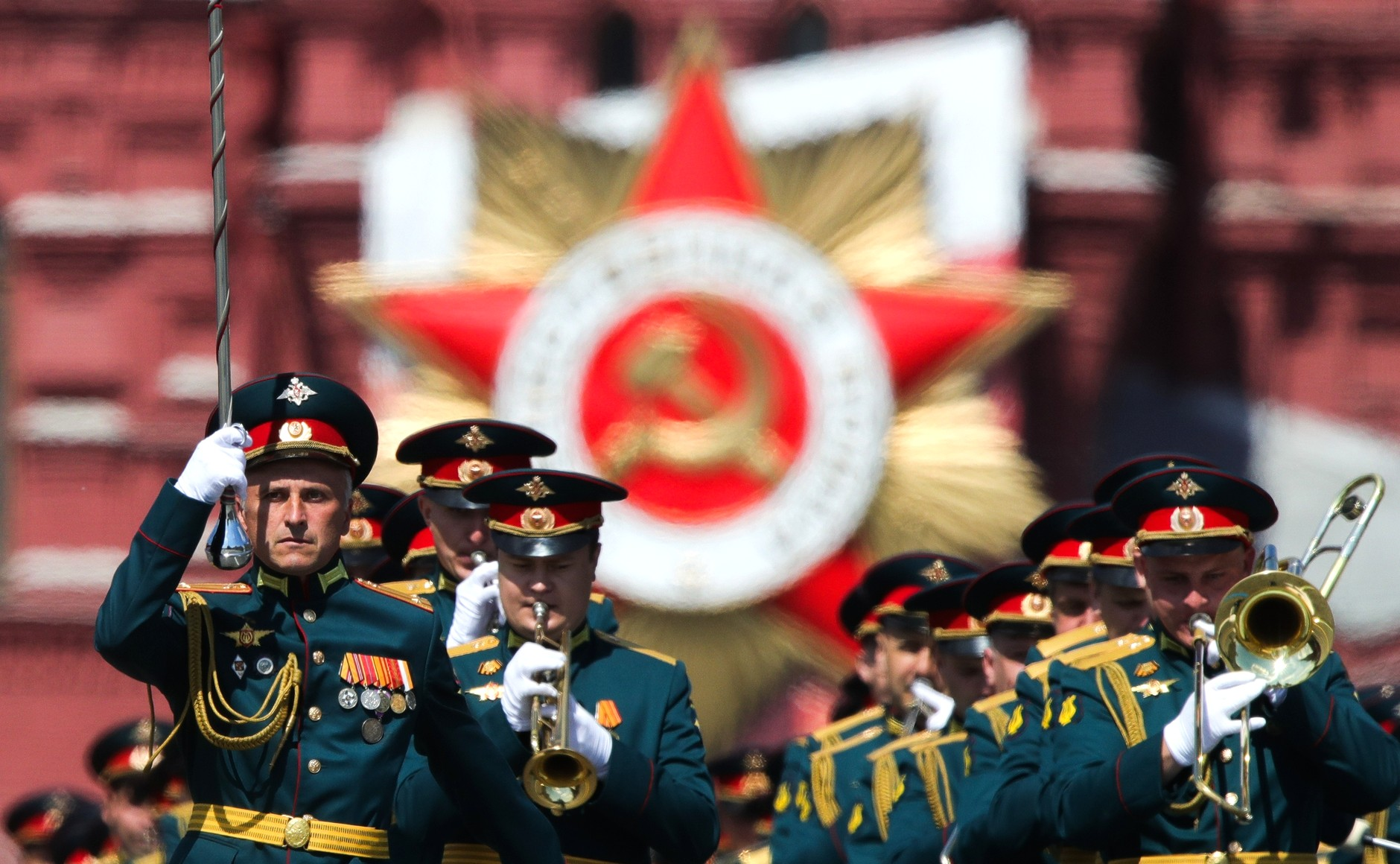
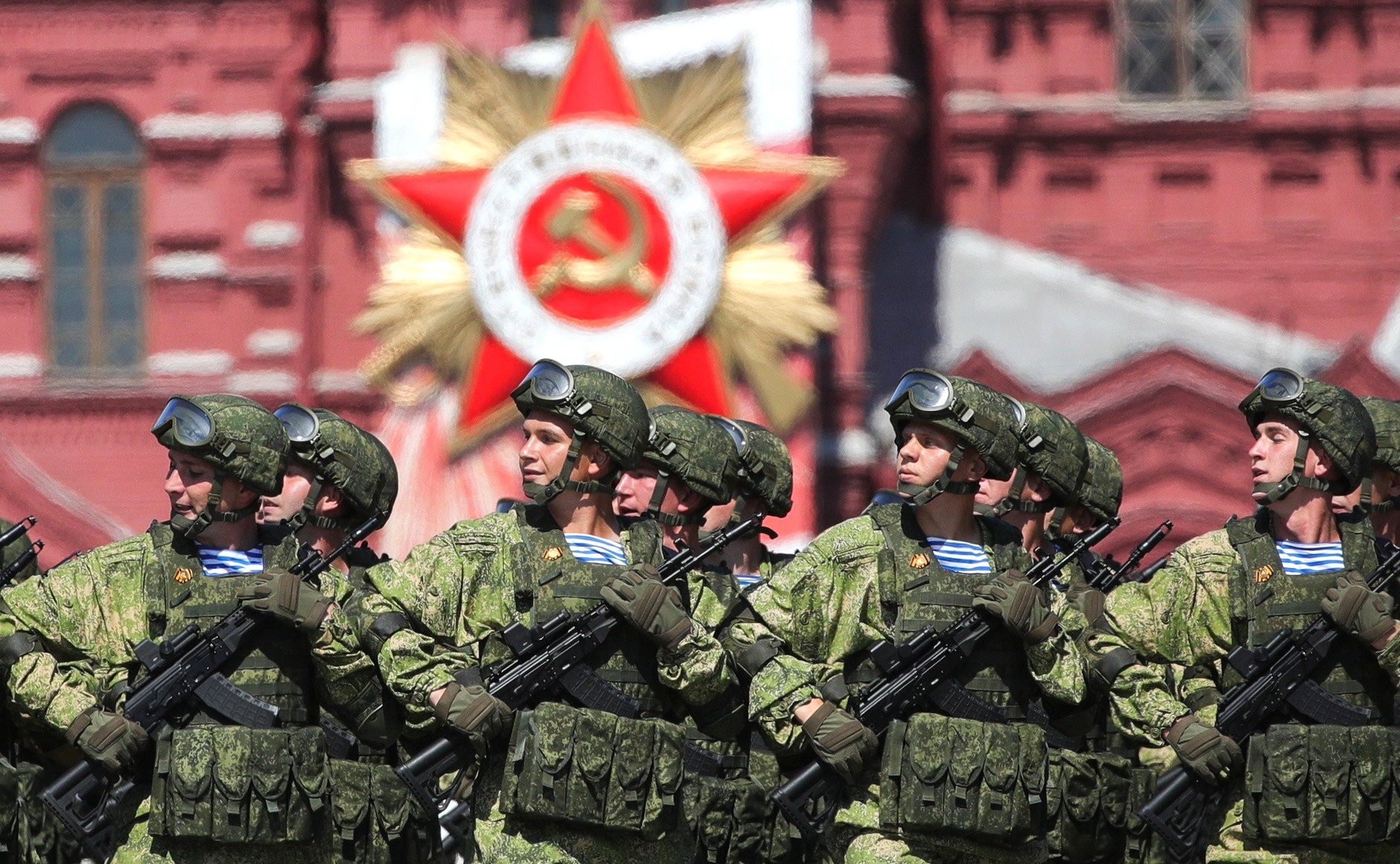
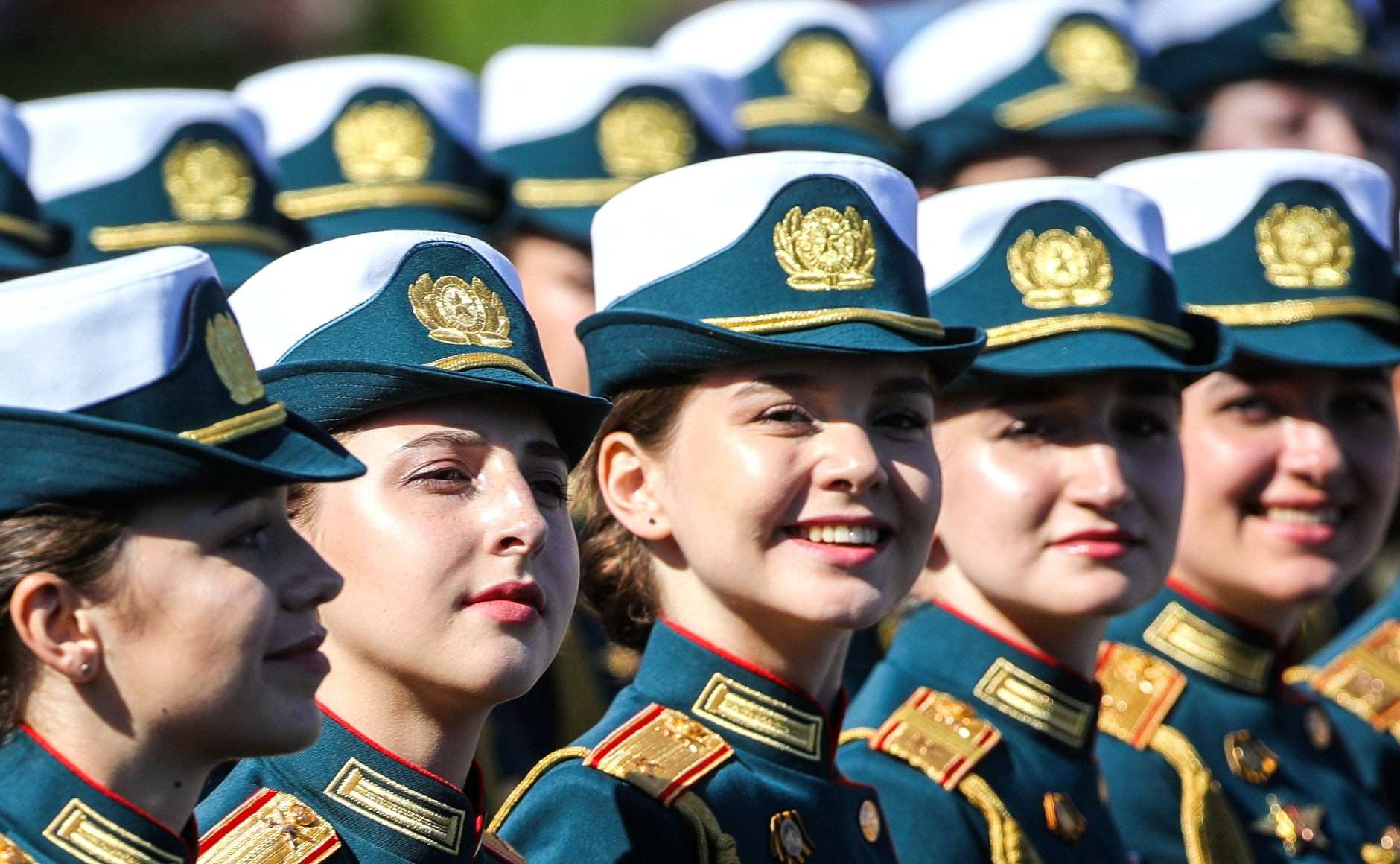
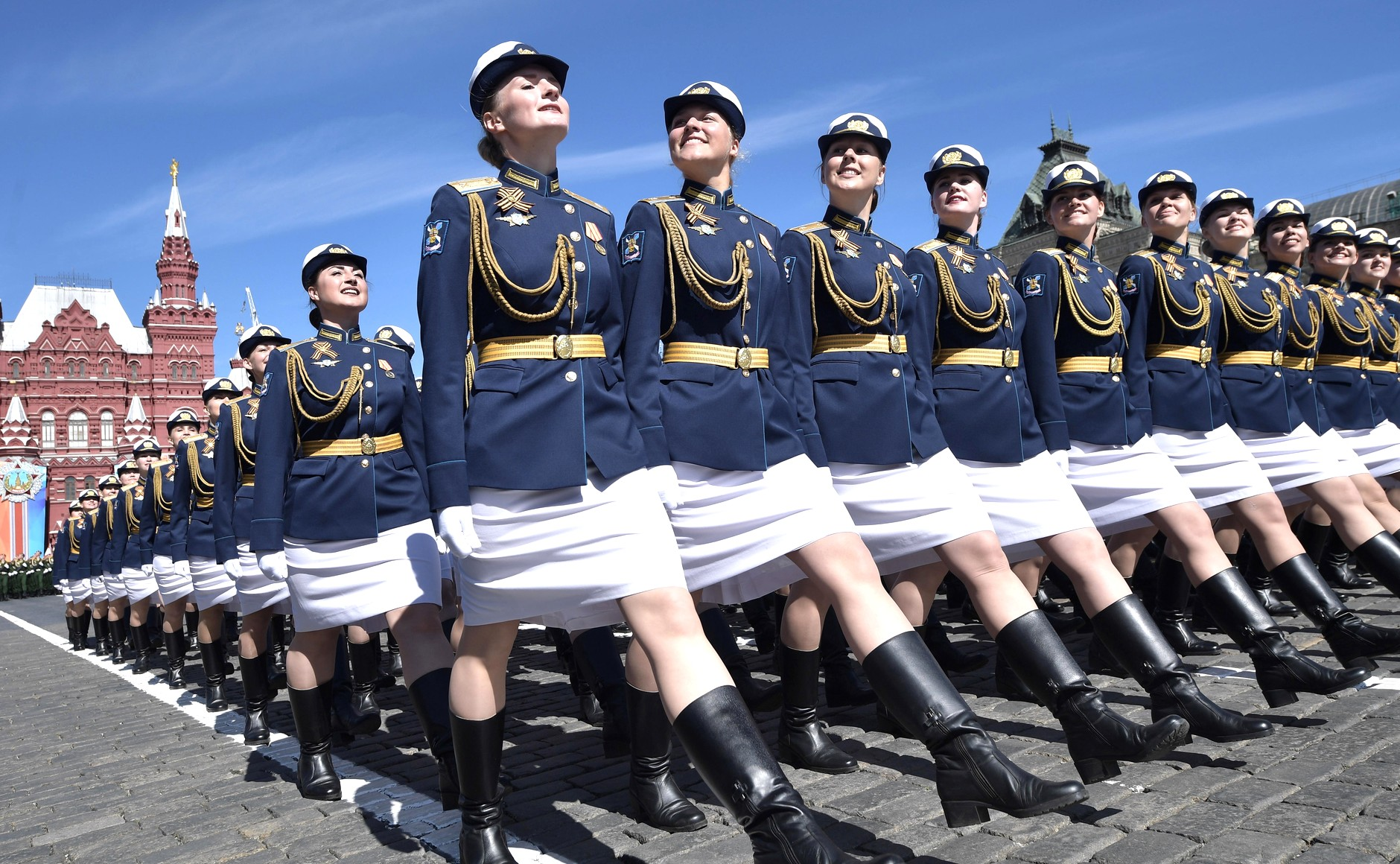
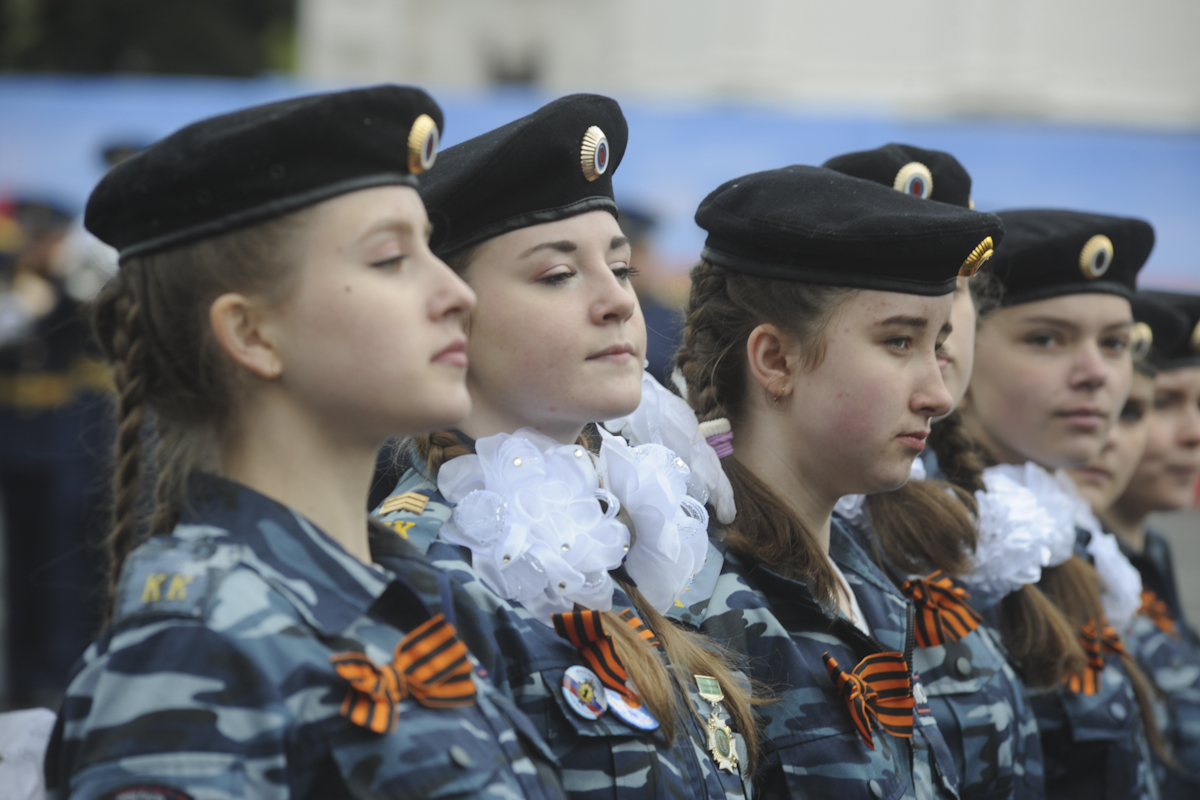
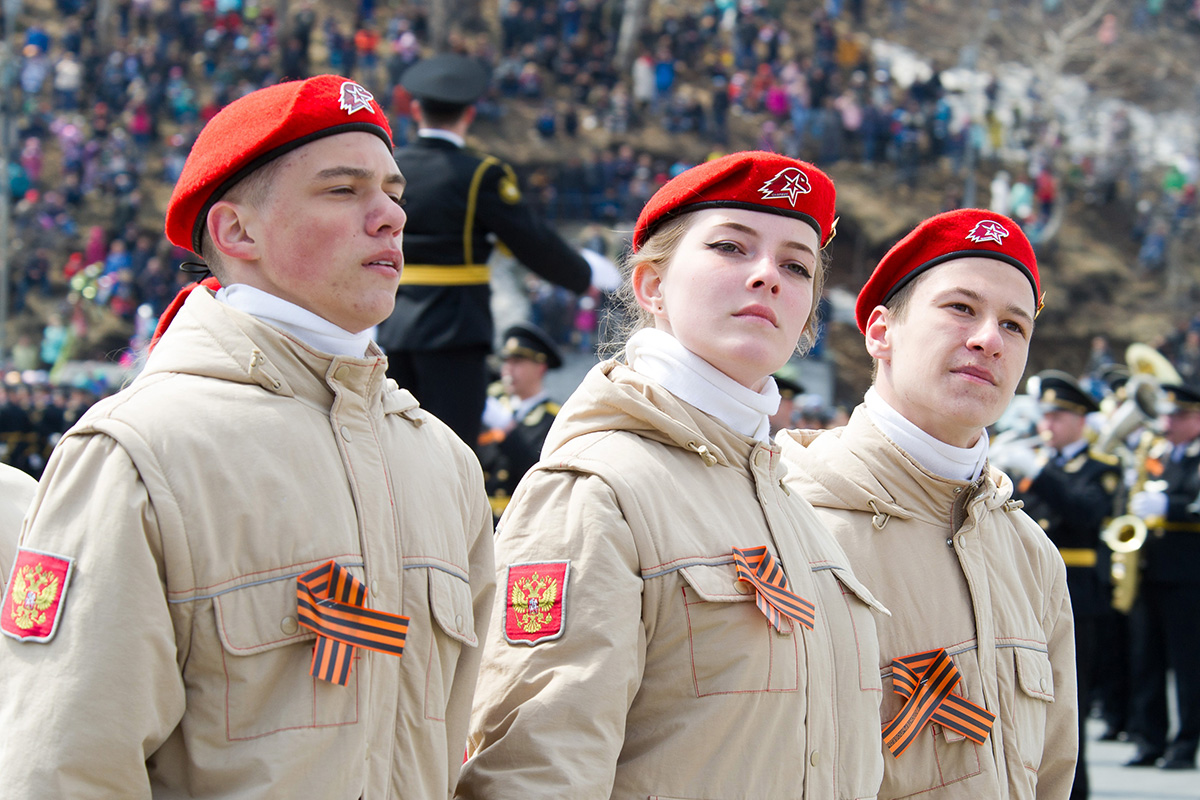
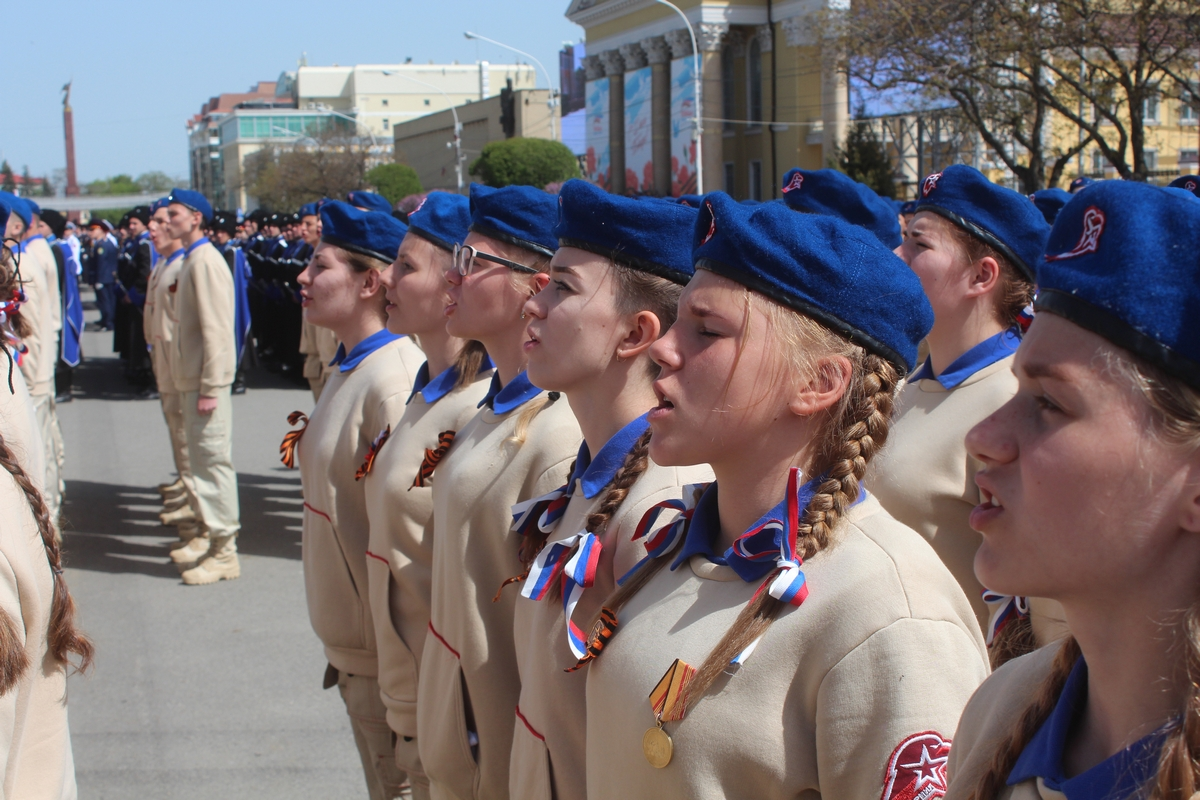
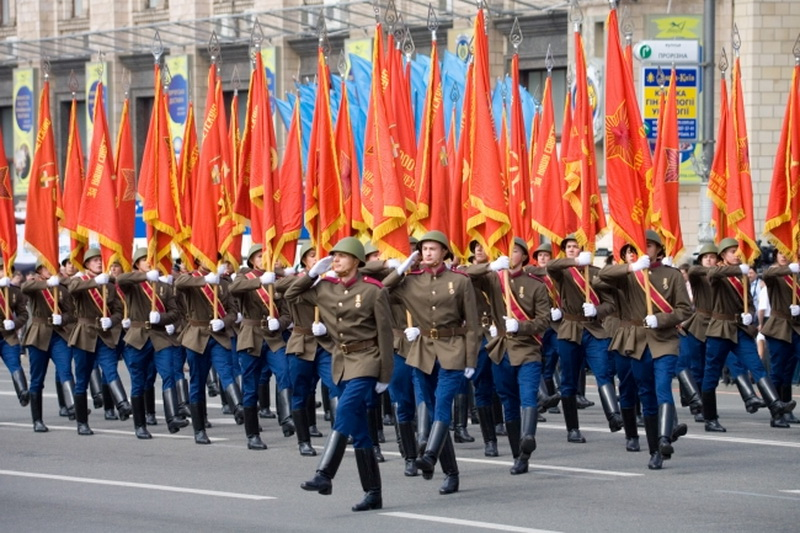
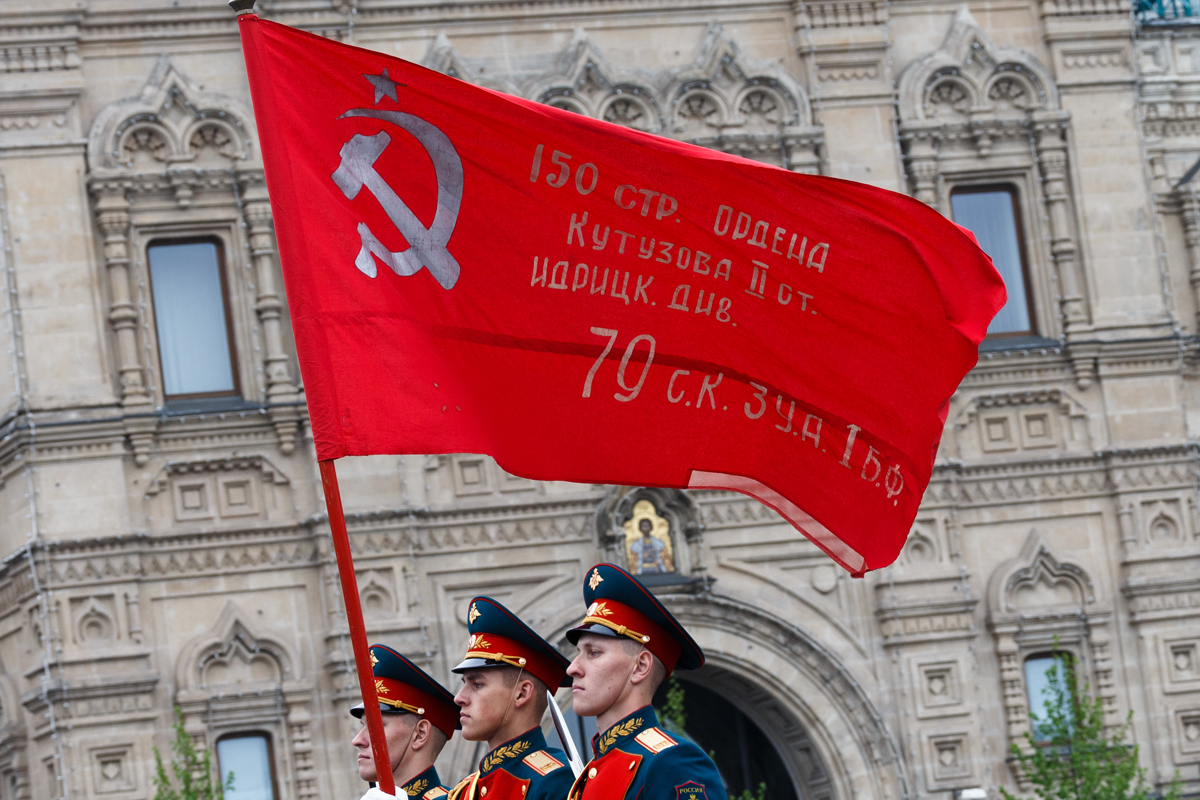
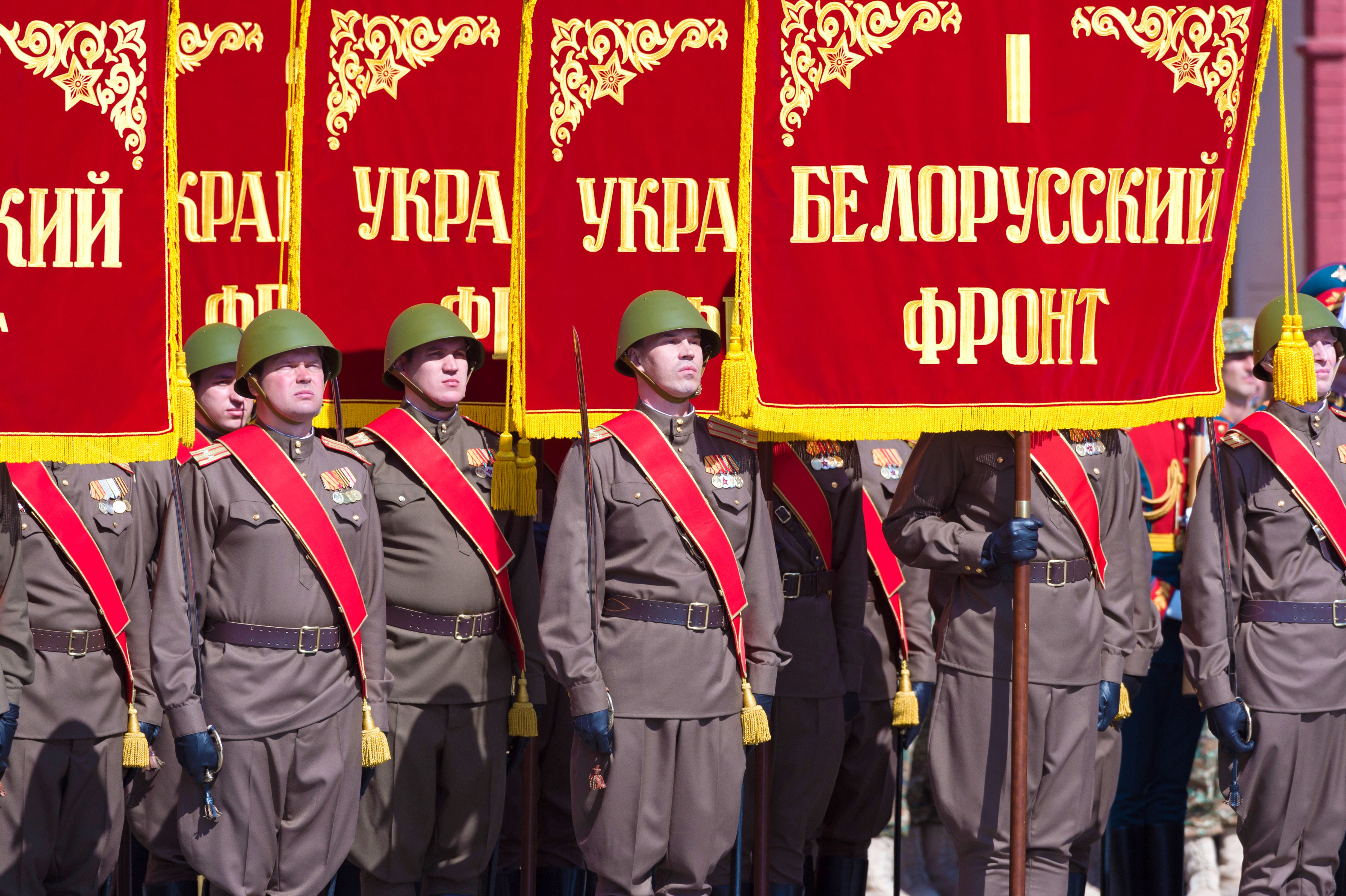
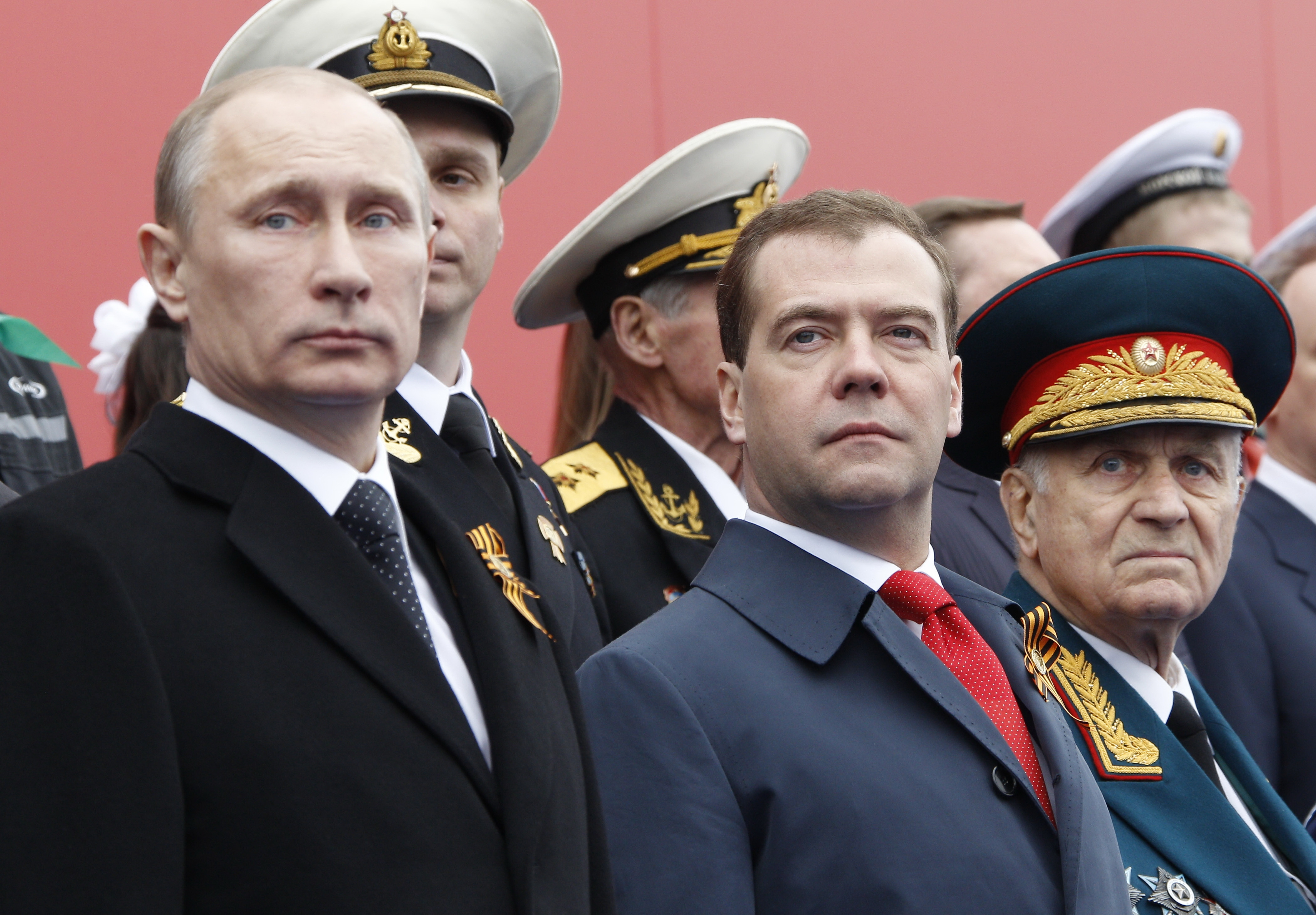
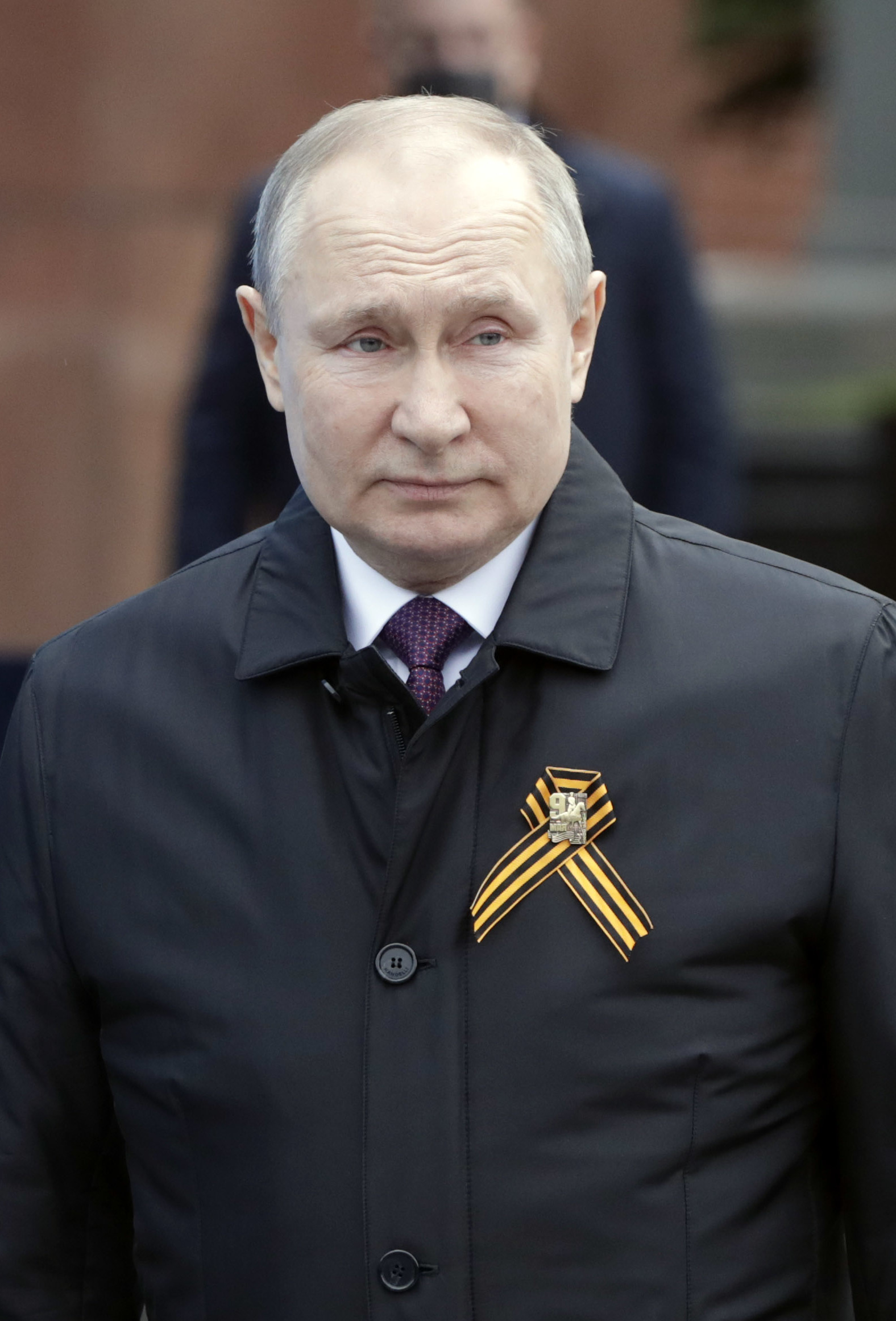